# Epipagis costistictalis
Epipagis costistictalis là một loài bướm đêm trong họ Crambidae.